# Sabella spallanzanii
Sabella spallanzanii är en ringmaskart som först beskrevs av Johann Friedrich Gmelin 1791.  Sabella spallanzanii ingår i släktet Sabella och familjen Sabellidae. Arten har ej påträffats i Sverige. Inga underarter finns listade i Catalogue of Life.

## Bildgalleri

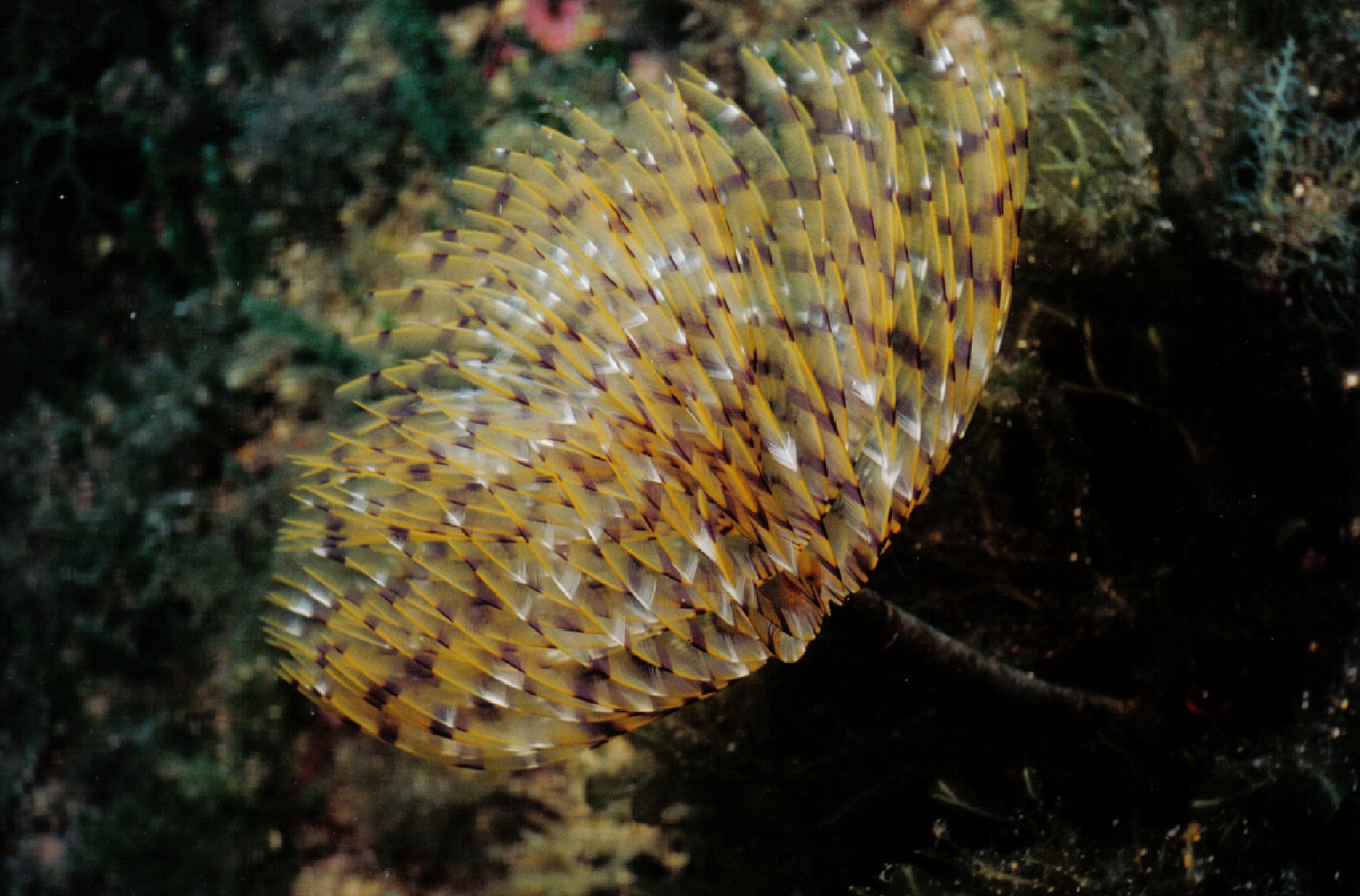
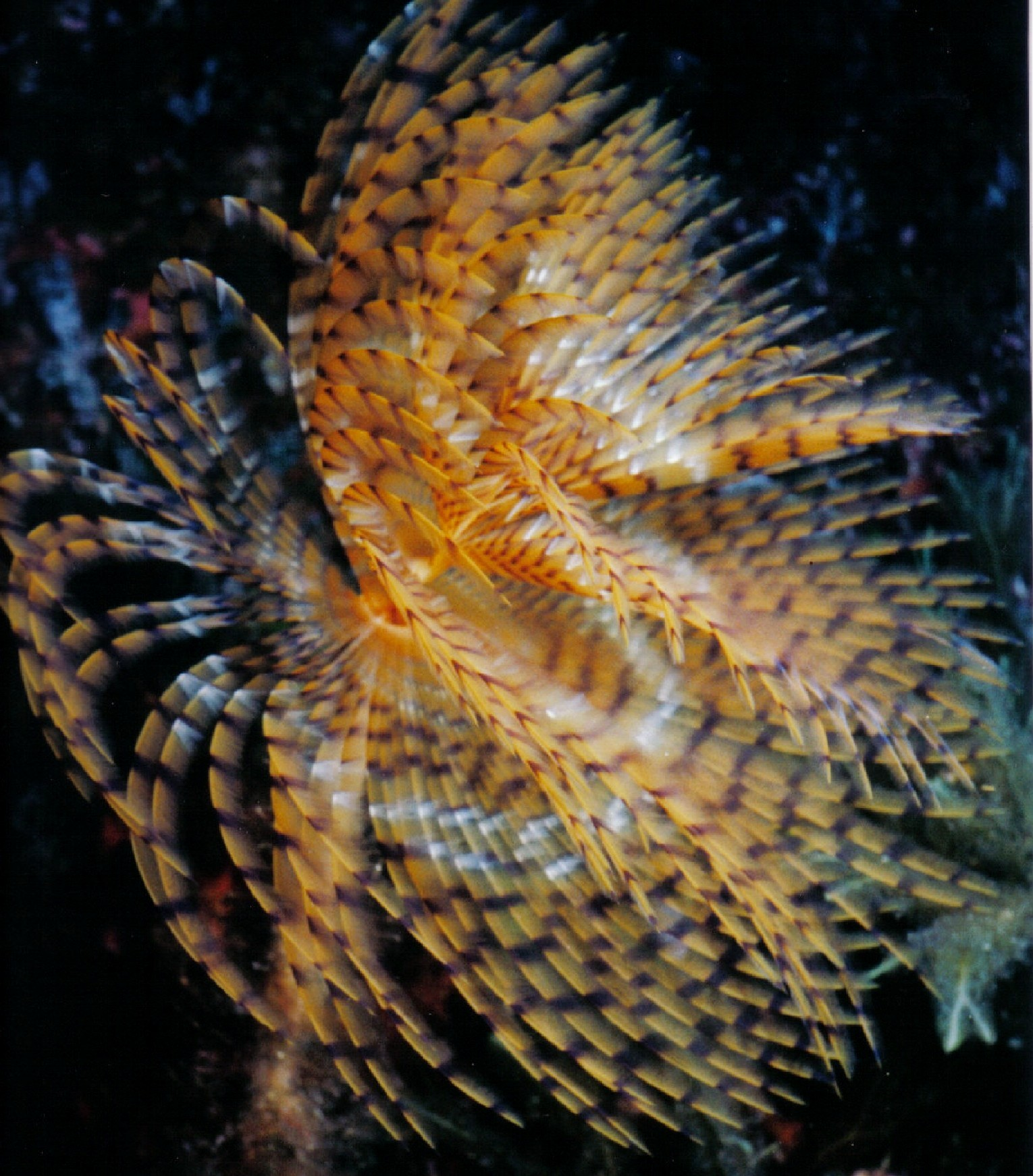